# Port Alfred
Port Alfred es una pequeña localidad portuaria ubicada en la provincia Oriental del Cabo, en Sudáfrica y 
está situado al este de Kowie River, a medio camino entre Port Elizabeth y East London y a 30 km al oeste de Cannon Rocks.